# Kippasrivier
De Kippasrivier  (Zweeds: Kippasjoki) is een rivier die stroomt in de Zweedse  gemeente Kiruna. De rivier verzorgt de afwatering van het meer Kippanen. De rivier stroomt naar het noorden via een moerassen weg. Uiteindelijk levert ze haar water af aan de Torne. Ze is circa 7 kilometer.
Afwatering: Kippasrivier → Torne → Botnische Golf